# The Pretender 2001
The Pretender 2001 (no Brasil, The Pretender 2001), também chamado de Pretender 2001, foi o primeiro dos dois filmes na TV do The Pretender colocados no ar após a série ser cancelada na NBC. Foi originalmente exibida na TNT dos Estados Unidos em 22 de janeiro de 2001. O filme ganhou uma Nielsen Ratings 4.4, tornando-a uma das dez principais da mostra Primetime a cabo em janeiro de 2001. 

## Filme
A história reúne todo o elenco da série, efe(c)tivamente mesma quando terminou a quarta temporada cliffhanger. Jarod (Michael T. Weiss), Ethan, e Miss Parker (Andrea Parker) estão vivos após a explosão da bomba no comboio/trem. Jarod é agora como um agente do suscitando a National Security Agency-NSA (Agência de Segurança Nacional); ele faz parte de uma força tarefa montada para encontrar o "Chameleon" (Camaleão), um assassino que exibe todos os traços de uma adaptativo os simuladores. 
The Center (O Centro) é forçado a colocar a sua caça por Jarod em espera após o seu administrador, Sr. Parker (Harve Presnell) é raptado. Ms. William Parker descobre que Raines (Richard Marcus) ainda está vivo, apesar de serem supostamente morto pelo seu pai. Seu irmão, o Sr. Lyle (James Denton), tenta terminar Raines desativado, mas a Sra. Parker consegue esconder espírito dele longe e ele em sua casa. Em troca, Raines acorda para lançar luz sobre quem poderia ter raptado o seu pai. 
Jarod começa a partir do recebimento de várias pistas do Camaleão, que ele leva a crer que o assassino detém uma grudge contra ele pessoalmente. Esta revelação Jarod leva de volta para os dias que antecederam a sua fuga a partir do Centro, ele não originalmente plano de sair sozinha. Jarod eclodido um plano com dois colegas Pretenders, incluindo um homem chamado Alex (Peter Outerbridge), para fugir da facilidade em conjunto. Infelizmente, Alex foi capturado durante a sua fuga. Ele foi rapidamente enviado para fora do país e sofreu torturas por seus captores hediondos; Alex agora quer vingança sobre Jarod como resultado. Observando que Jarod da busca de sua família biológica tem permitido O Centro de continuar a dominar ele, Alex tomou o caminho oposto a encontrar sua própria família e depois assassiná-los. De sua perspectiva, este tem "libertado"-lo a partir do centro de controle da, entretanto, ele ainda não está satisfeito e sequestra o Sr. Parker com a intenção de matar ele também. 
Depois de provas incriminatórias que aponta para Jarod é deixado para trás por Alex, Jarod parceiros da NSA, o suspeito de ser ele o "Camaleão". O programador do Centro, Broots (Jon Gries), é sobre quando ele Jarod da trilha é varrida amusingly-se na investigação da NSA e jogado em uma sala de interrogatório. Jarod imediatamente reconhece Broots, mas decide-se à cobertura de riscos por ele em vez de expô-los simultaneamente. Como Jarod é escoltar Broots fora do edifício NSA, Jarod parceiros da deslocar-se em prisão para ambos. Jarod foge em um veículo com Broots em estopa e, em seguida, mais tarde ele valas pelo lado da estrada. 
No clímax, Jarod frustra Alex da próxima assassinato e ajuda gratuita Sr. Parker. Antes ele cometer suicídio, Alex gloats que a verdade de Jarod da verdadeira identidade irão morrer com ele. O Sr. Parker é ferido durante a luta e tornou catatônica. Como Jarod e Sra. Parker trocar palavras sobre o telefone, tanto deles receberá um e-mail anônimo em simultâneo, a mensagem contém uma imagem de duas mulheres, as mães da Sra. Parker e Jarod, de pé em conjunto. O e-mail revela ter sido enviada pelo Sr. Raines a si próprio, aparentemente como um show de agradecimento de emergência a ele.

## Elenco
- Michael T. Weiss - Jarod
- Andrea Parker - Miss Parker/Catherine Parker
- Patrick Bauchau - Sydney
- Jon Gries - Broots
- Harve Presnell - Mr. Parker
- Richard Marcus - William Raines
- James Denton - Mr. Lyle (Jamie Denton)
- Tyler Christopher - Ethan
- Peter Outerbridge - Alex
- Cynthia Dale - Agente Zane
- Derwin Jordan - Agente NSA
- Yannick Bisson - Agente NSA Edward Ballinger